# Festus Agu
Festus Agu (* 13. März 1975 in Enugu) ist ein ehemaliger nigerianischer Fußballspieler. Der Stürmer verbrachte den größten Teil seiner Laufbahn in Spanien, Deutschland und seinem Heimatland.

## Karriere
In der Jugend spielte Agu bei den Rangers International, in deren erste Mannschaft er im Januar 1994 aufrückte. Im Sommer desselben Jahres ging der damals 18-Jährige nach Bolivien und schloss sich dem Club Bolívar an. Dabei war er gleichzeitig der erste Nigerianer, der es in die höchste bolivianische Liga schaffte.
1995 wechselte Agu nach Spanien zum damaligen Erstdivisionär SD Compostela. In der darauffolgenden Saison 1995/96 kam er jedoch lediglich acht Mal zum Einsatz, unter anderem weil auch international erfahrene Stürmer wie Bent Christensen Arensøe und Ljuboslaw Penew bei Compostela unter Vertrag standen und weil er selbst Verletzungspech hatte. 1996 wechselte er zum Zweitligisten CD Ourense.
Ab 1997 spielte Agu acht Jahre lang durchgehend in Deutschland, wobei er in 18 Zweitliga-Einsätzen 2 Treffer erzielte. Seine erste Station dort war der Oberligist Optik Rathenow, bei dem sich der damals vertragslose Stürmer zunächst nur fithielt. Als der A-Mannschaft des Klubs jedoch der Abstieg drohte, bekam Agu einen Vertrag und erzielte in nur neun Spielen 13 Tore, die dem Verein zum Klassenerhalt verhalfen.
Daraufhin verpflichtete ihn der Zweitligist Fortuna Köln. Jedoch konnte er sich bei der Fortuna, bei der die Konkurrenz im Sturm aus Daniel Graf, Toralf Konetzke, dem kongolesischen Nationalspieler Macchambes Younga-Mouhani und dem späteren deutschen Internationalen Thomas Brdarić bestand, keinen Stammplatz erkämpfen. Er kam nur sieben Mal zum Einsatz und hatte zudem Probleme mit dem Trainer Toni Schumacher.
Es folgten für Agu weitere Stationen in Deutschland, unter anderem beim Zweitligisten Wacker Burghausen, die jedoch nach nur einer Spielzeit nach Einstellungsproblemen wieder beendet war. Zudem stand er in den Jahren von 1999 bis 2005 bei vier Regionalligisten unter Vertrag, worunter der FC Schweinfurt war, dem er in der Saison 2000/01 mit elf Toren zum Aufstieg in die 2. Liga verhalf. Seine erfolgreichste Drittliga-Saison hatte Agu beim VfR Aalen, für den er 2001/02 in nur 21 Spielen 14 Mal traf. Gemeinsam mit seinem Vereinskameraden Miguel Coulibaly und mehreren anderen Spielern belegte er damit den sechsten Platz in der Torschützenliste der Regionalliga Süd.
2005 kehrte Festus Agu nach Differenzen mit dem Trainer des FC St. Pauli zu seinem Heimatverein Enugu Rangers zurück, bei dem er seine Laufbahn im Jahr 2006 beendete.

## Erfolge
- Aufstieg in die 2. Bundesliga mit dem 1. FC Schweinfurt 05: 2001